# Kuru
Kuru, popularnie „śmiejąca się śmierć” (ang. curu, kuru; nazwa od czasownika „drżeć” w języku plemienia Fore: kuria, guria) – zawsze śmiertelna, nieuleczalna choroba zakaźna wywoływana przez priony, dotycząca tkanki nerwowej, będąca zarazem pierwszą opisaną zakaźną encefalopatią gąbczastą u ludzi. Wykryto ją po raz pierwszy u człowieka, lecz w 1966 roku przeniesiona została na szympansy.

## Epidemiologia

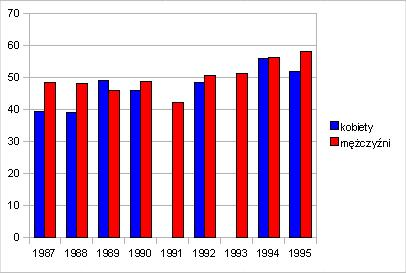
Średni wiek w chwili zgonu z powodu kuru według roku i płci w latach 1987–1995

Epidemiologiczne badania kuru utrudniało występowanie choroby na bardzo niedużym i trudno dostępnym obszarze oraz fakt, że charakteryzuje się ona bardzo długim okresem inkubacji po zakażeniu długo nieznanym patogenem. Za jego odkrycie Nagrodę Nobla otrzymali Daniel Carleton Gajdusek (1976) i Stanley Prusiner (1997).
W przypadku kuru cząsteczki zakaźne – priony – powstają wskutek zmiany konformacji cząsteczek białek występujących powszechnie w każdym organizmie i całkowicie niegroźnych (zob. struktura pierwszorzędowa, drugorzędowa i trzeciorzędowa białka). Dopiero po zmianie naturalnej konformacji stają się patogenami. Do zakażenia prionami dochodziło u obrzędowo praktykujących kanibalizm członków plemienia Fore, zamieszkującego Góry Wschodnie Papui-Nowej Gwinei. Stwierdzono, że do infekcji dochodziło w czasie spożywania mózgu zmarłego chorego członka rodziny (cząsteczki białka o nieprawidłowej strukturze nie zmieniają się w czasie gotowania). Tę część rytualnego posiłku spożywały przede wszystkim kobiety, dzielące się nim z dziećmi. Czynnik patogenny miałby również przenikać przez skórę i spojówki, w wyniku rytualnego nacierania twarzy ludzkimi mózgami (głównie przez kobiety i dzieci).. Pierwsze objawy choroby pojawiały się po około 20 latach inkubacji (D.C. Gajdusek wprowadził termin „powolne wirusy”, ang. slow viruses). Nie wykazano transmisji wertykalnej (przez łożysko) choroby oraz przenikania czynnika etiologicznego z mlekiem matki.

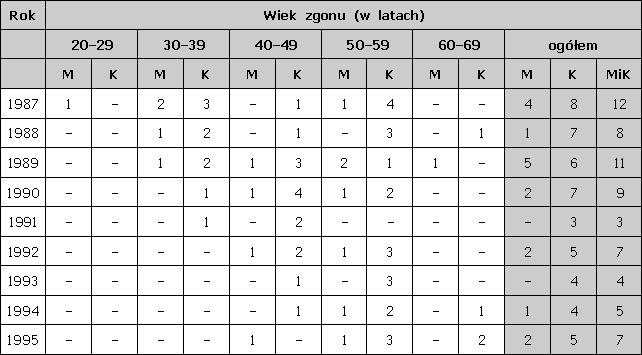
Liczba zgonów z powodu kuru w latach 1987–1995; zestawienie według płci i wieku (K-kobiety, M-mężczyźni)

Zapadalność na kuru w latach 50. w obszarze endemicznym wynosiła 1 na 100 mieszkańców. W latach 1987–1995 odnotowano 66 zgonów z powodu kuru. Były to osoby, na które priony zostały przeniesione w latach 50. i 60. Wśród nich 17 stanowili mężczyźni, a 49 kobiety. Liczba zgonów w ciągu roku wahała się między 3 a 12. Średnia wieku, w którym dochodziło do zgonu, wynosiła 49 lat. Liczba ta jest zdecydowanie mniejsza niż w latach 50. i 60., lecz w okresie tym nie prowadzono dokładnych badań w tym kierunku.

## Patomorfologia
Makroskopowo niektóre mózgi podczas autopsji były obrzęknięte, a opony mózgowe przekrwione.
Mikroskopowo zmiany dotyczyły głównie móżdżku, jąder mostu, wzgórza i rdzenia kręgowego. Głębsze warstwy kory są bardziej zmienione niż powierzchowne, neurony są obkurczone i hiperchromatyczne lub blade z rozproszoną substancją Nissla. W prążkowiu niektóre neurony miały daleko posuniętą wakuolizację („wygryzione przez mole”).
W móżdżku w warstwie komórek Purkinjego znajdowano struktury „torpedy” i „pustych koszyków”. Najbardziej zmienione chorobowo płaty to robak i płat kłaczkowo-grudkowy.
Najbardziej zmienione w rdzeniu przedłużonym były jądra przedsionkowe i jądro klinowate oraz drogi korowo-rdzeniowe i rdzeniowo-móżdżkowe.
Plaki kuru najczęściej znajdowano w warstwie ziarnistej móżdżku, jądrach podstawy, wzgórzu i korze mózgu. Złogi występują w okolicy synaps i okołoneuronalnie (w największym stopniu substantia gelatinosa rdzenia). Zmiany gąbczaste występowały w warstwach III–V kory zakrętu obręczy, płatach potylicznych, korze węchowej, wyspie i zakręcie hipokampa, pokrywie, jądrze ogoniastym, móżdżku oraz rdzeniu przedłużonym.

## Objawy i przebieg
W przebiegu kuru pojawia się zawsze ataksja móżdżkowa, która stopniowo postępuje, doprowadzając do śmierci. W przeciwieństwie do innych encefalopatii wywoływanych przez priony, w jej przebiegu prawie nigdy nie występuje otępienie, a o ile się pojawia, to dopiero w fazie terminalnej.
Przebieg choroby można podzielić na cztery fazy:
- fazę I, prodromalną, w której pojawiają się bóle głowy, brzucha i kończyn, zwłaszcza stawów, może pojawić się utrata masy ciała;
- fazę II, w której chory może jeszcze chodzić: chód staje się niepewny, przechodzi w nasiloną ataksję i abazję, występuje delikatne drżenie w obrębie tułowia i inne ruchy mimowolne (o typie ruchów pląsawiczych lub atetotycznych), następnie chwianie, przy próbie utrzymania równowagi chory kurczowo trzyma się gruntu za pomocą szponowato zgiętych palców stóp, może pojawić się poziomy oczopląs, odruch podeszwowy jest zawsze zgięciowy, klonus rzepki jest zawsze obecny, zmiennie występuje klonus stopy;
- fazę III, w której chory jest w stanie tylko siedzieć: zaczyna się, gdy pacjent nie jest w stanie chodzić bez trwałego podparcia, kończy się, gdy nie jest w stanie siedzieć bez podparcia, postępują objawy takie jak niestabilność postawy, nasilona ataksja, grubofaliste drżenie, dyzartria;
- fazę IV, terminalną, w której chory leży bezsilnie: pacjent jest całkowicie unieruchomiony, nie trzyma moczu i kału, pojawia się ciężka dysfazja.

W przebiegu choroby pojawiają się także prymitywne odruchy, np. ssania, gryzienia, chwytania. Charakterystyczne są zmiany nastrojów: od depresji do euforii, a także przymusowy płacz bądź śmiech (stąd dziennikarskie określenie choroby, śmiejąca się śmierć).

## Historia

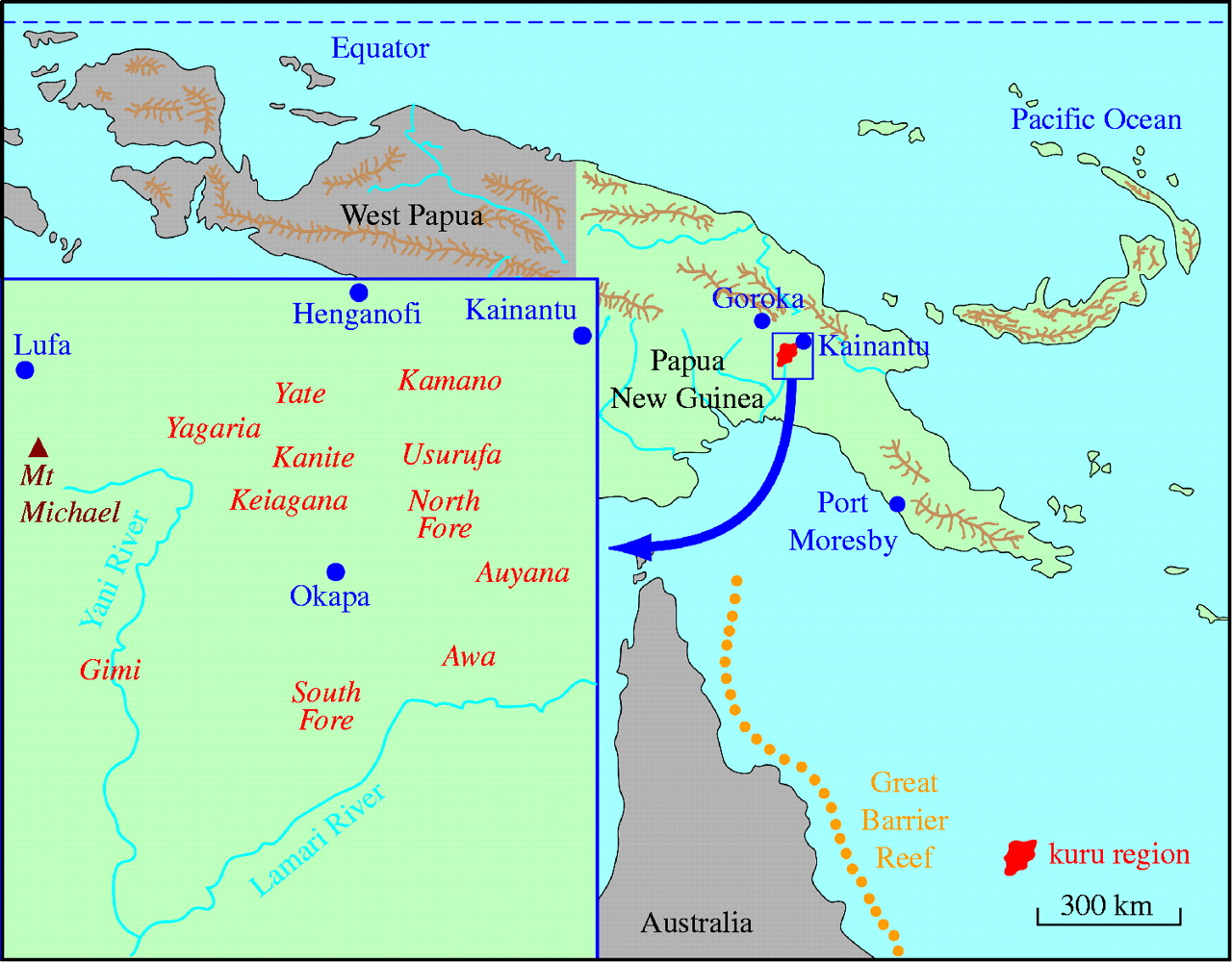
Obszar zamieszkały przez lud Fore

Setki plemion wyżynnych części obecnej Papui-Nowej Gwinei i Irianu Zachodniego posługujących się odrębnymi, często zupełnie niespokrewnionymi językami żyło bez kontaktu ze światem zewnętrznym do początku XX wieku, pozostając na poziomie kultury epoki kamiennej. W wyniku długotrwałych badań, prowadzonych m.in. przez D.C. Gajduska wśród członków plemienia Fore, wykazano w sposób przekonujący, że kuru przenosi się w czasie kanibalistycznych rytuałów. Spożywanie mózgu zmarłych było pewnego rodzaju wyróżnieniem dla najbliższej rodziny (głównie kobiet i dzieci). Uważano też, że mięso zmarłych na kuru jest chudsze i przez to lepsze w smaku.
Wystarczył więc jeden ośrodek, gdzie priony, w wyniku transferu międzygatunkowego, przeniosły się na ludzi, by wskutek przestrzegania odwiecznych obyczajów rozprzestrzenić się na inne plemiona – wśród kanibali powstała epidemia, z powodu której umierało czasem 90% mieszkańców osad. Niektóre plemiona prawdopodobnie wymarły kompletnie, zanim nastąpił kontakt z Białymi.
W latach pięćdziesiątych kanibalizm został zabroniony urzędowo (choć pokątnie uprawiano ten obyczaj jeszcze wiele lat), i częstość zachorowań stopniowo obniżała się.

## Leczenie
Obecnie nie jest znane leczenie przyczynowe, podobnie jak w innych chorobach prionowych.